# آزینفوس-اتیل
آزینفوس-اتیل (به انگلیسی: Azinphos-ethyl) یک ترکیب شیمیایی با شناسه پاب‌کم ۱۷۵۳۱ است. شکل ظاهری این ترکیب، بلورهای بی‌رنگ است.